# 标志塔
标志塔 （阿拉伯语：البرج الأيقوني）是一座位于埃及新行政首都中心城区西部的摩天大楼。标志塔是一个多功能、多用途的高层建筑体，塔冠最高点为385.8（1,266英尺），既是埃及最高的建筑物，同时是非洲最高的建筑物，是仅次于迪拜哈利法塔的中东第二高楼。标志塔总建筑面积6.5万平方米，地下2层，地上78层，其中29层以下是办公区，以上则是酒店、住宅，最顶部则为可以俯瞰整个开罗的观光平台。

## 建设
包括标志塔在内的新行政首都中心商务区规划有20座塔楼，均由中国建筑集团有限公司开罗分公司承建，总投资规模达480亿美元，是当时中国企业在埃及签订的最大金额的合作项目。标志塔是中心商务区的核心项目，投资约达30亿美元。标志塔的建筑设计来源于古埃及建筑风格中的方尖碑 。标志塔主体结构为“外框钢结构+钢筋混凝土核心筒”形式，其中钢结构单件最大重量28吨，总用钢量达到1.8万吨，焊丝总用量135吨。
2018年5月2日，标志塔正式动工。2019年4月，标志塔完成主楼基础底板浇筑，该底板由1.85万立方米混凝土连续浇筑完成，是埃及历史上最大的建筑底板。2019年11月16日，标志塔钢结构工程首次吊装成功。
2021年3月16日，标志塔核心筒已施工至地上67层、高度322米，保持“四天一层”的施工进度。2021年6月17日，标志塔主体结构封顶，埃及住房部部长阿西姆·加扎尔（Assem el Gazzar）与中方嘉宾共同完成最后1立方米混凝土浇筑 。2021年8月，标志塔完成钢结构封顶。2024年工程完成並正式超越新阿爾及爾大清真寺成為非洲最高摩天大樓。

## 图片

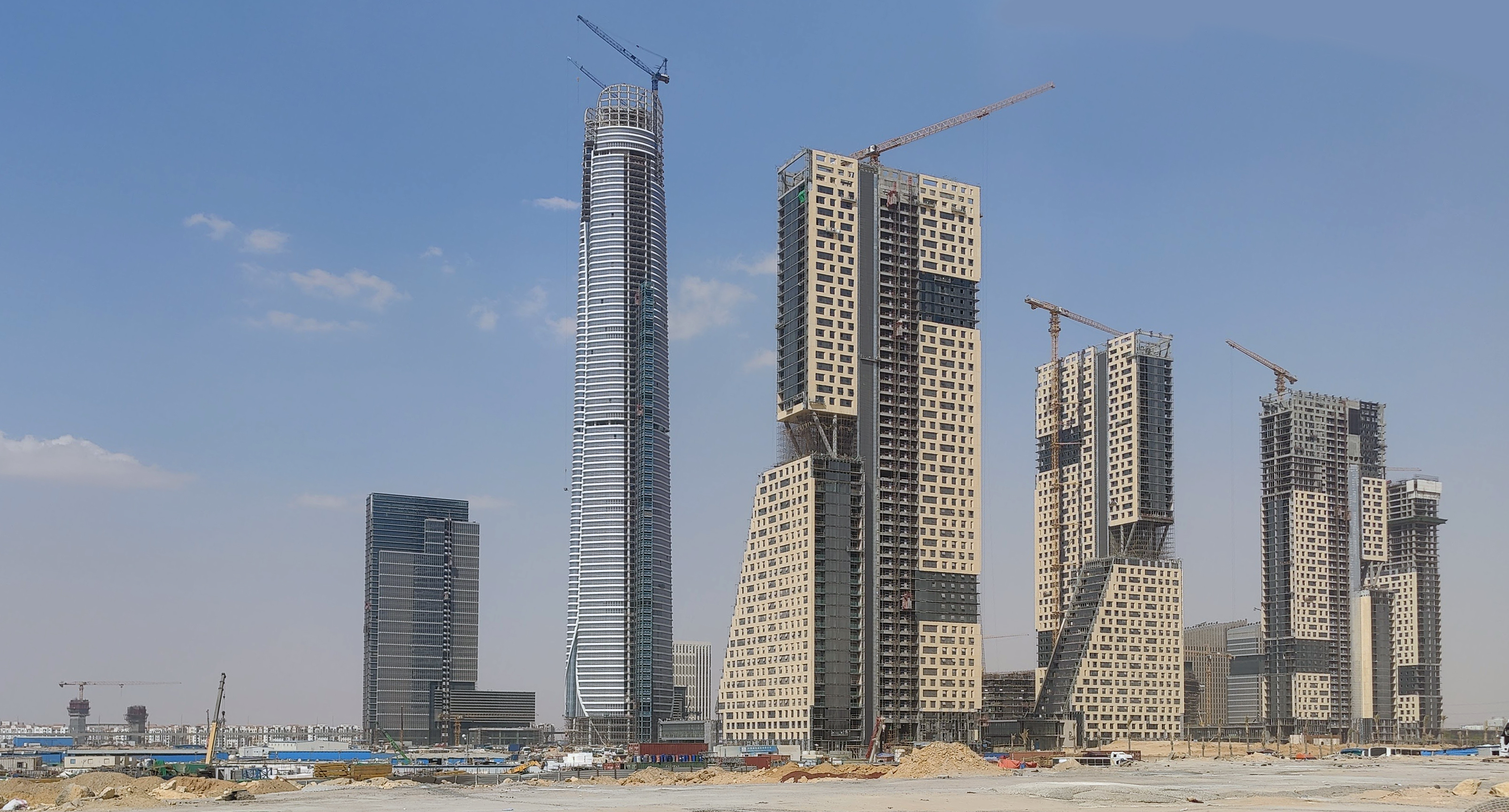
图左最高建筑物为标志塔（2022年）
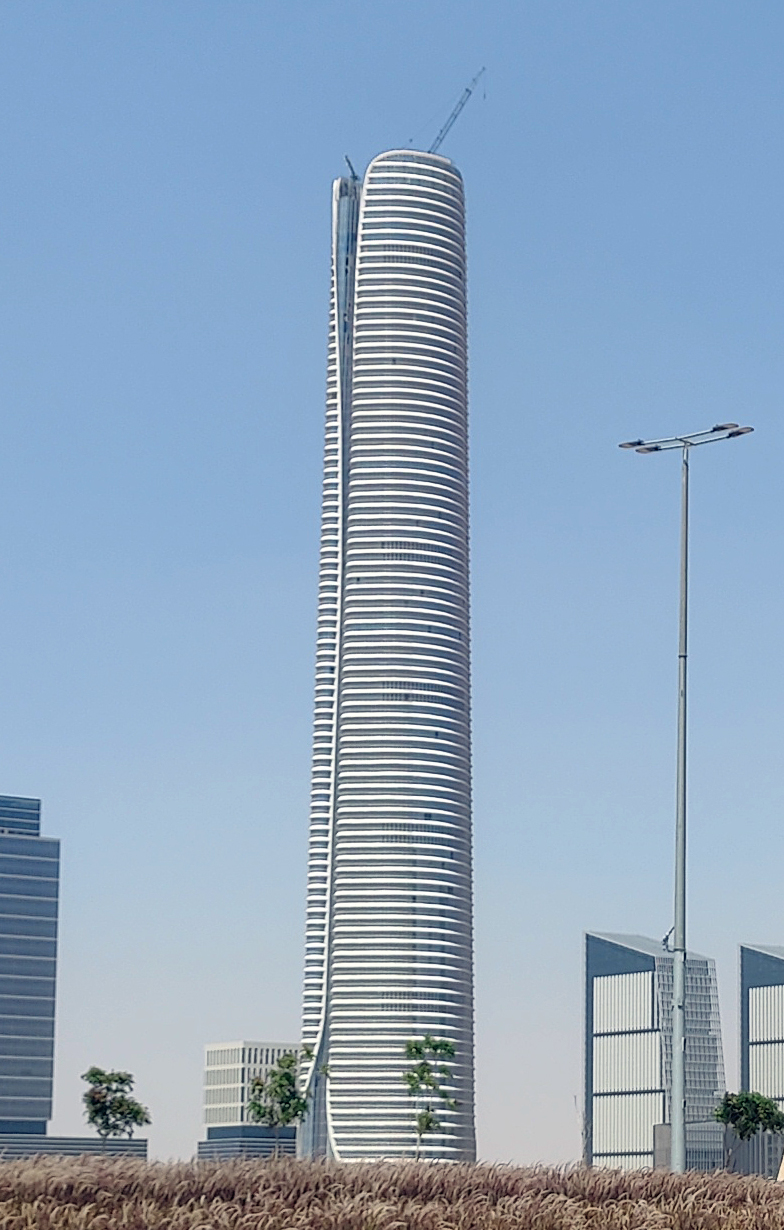
2023年的标志塔